# Portsmouth, Ohio
Portsmouth là một thành phố thuộc quận Scioto, tiểu bang Ohio, Hoa Kỳ. Năm 2010, dân số của thành phố này là 20226 người.

## Dân số
- Dân số năm 2000: 20909 người.
- Dân số năm 2010: 20226 người.